# هربرت آدامز
هربرت آدامز (بالإنجليزية: Herbert Adams)‏ هو نحات أمريكي، ولد في 28 يناير 1858 في كونكورد في الولايات المتحدة، وتوفي في 21 مايو 1945 في نيويورك في الولايات المتحدة.